# Thecla inflammata
Thecla inflammata är en fjärilsart som beskrevs av Alphéraky 1889. Thecla inflammata ingår i släktet Thecla och familjen juvelvingar. Inga underarter finns listade i Catalogue of Life.